# Dunav - Vukovar
Dunav - Vukovar este o arie protejată (sit de importanță comunitară — SCI) din Croația întinsă pe o suprafață de 13.359,14 ha, integral pe uscat.

## Localizare
Centrul sitului Dunav - Vukovar este situat la coordonatele 45°25′01″N 19°00′11″E / 45.417°N 19.003°E.

## Înființare
Situl Dunav - Vukovar a fost declarat sit de importanță comunitară în iulie 2013 pentru a proteja 12 specii de animale.

## Biodiversitate
Situată în ecoregiunea continentală, aria protejată conține 4 habitate naturale: Pajiști stepice panonice pe loess, Păduri aluvionare cu Alnus glutinosa și Fraxinus excelsior (Alno-Padion, Alnion incanae, Salicion albae), Pajiști stepice subpanonice, Râuri cu maluri nămoloase cu vegetație de Chenopodion rubri p.p. și Bidention p.p..
La baza desemnării sitului se află mai multe specii protejate:
- mamifere (1): vidră de râu (Lutra lutra)
- nevertebrate (4): Cucujus cinnaberinus, Graphoderus bilineatus, fluturele purpuriu (Lycaena dispar), Ophiogomphus cecilia
- pești (7): avat (Aspius aspius), Eudontomyzon mariae, Gymnocephalus baloni, răspăr (Gymnocephalus schraetzer), săbiță (Pelecus cultratus), babușcă de tur (Rutilus virgo), pietrar (Zingel zingel)

Pe lângă speciile protejate, pe teritoriul sitului au mai fost identificate 2 specii de nevertebrate, 1 specie de pești.